# Iglesia de Santa María (Gaver)
La iglesia de Santa María es la parroquial de Gàver, del municipio de Estaràs, en la comarca catalana de La Segarra en la provincia de Lérida. Es un monumento protegido e inventariado dentro del Patrimonio Arquitectónico Catalán como Bien Cultural de Interés Local.

## Descripción

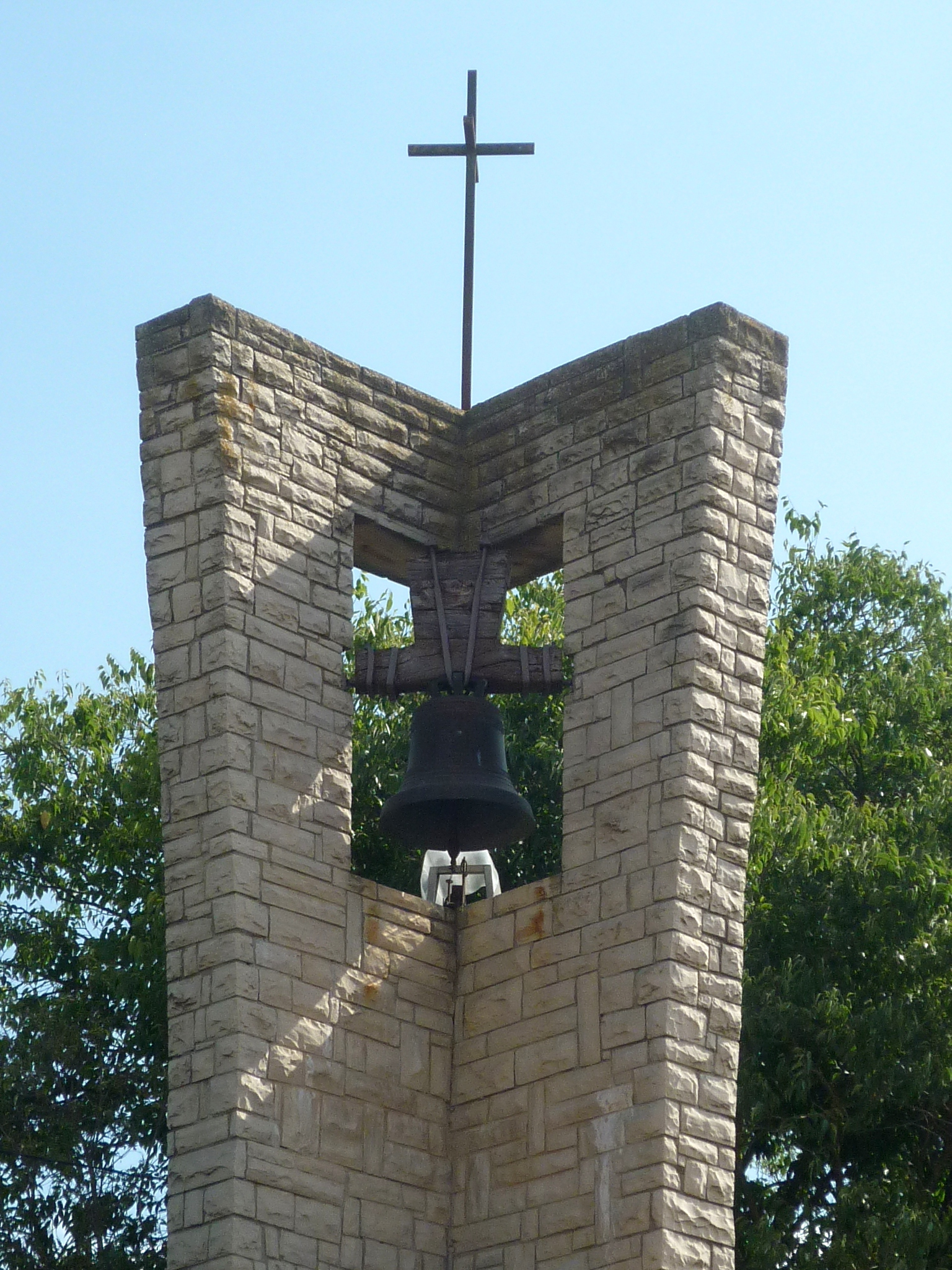
Vista del campanario.

La iglesia se encuentra situada en el lado derecho de la carretera LV-1005 de Sant Guim de Freixenet en Estaràs, aislada de cualquier edificación y fuera del casco urbano. Se trata de una construcción de nueva planta y de una sola nave. El edificio tiene un campanario de espadaña de un ojo estructurado en posición oblicua y obrado con pequeños sillares de tamaño irregular. La fachada principal está enmarcada a partir de una estructura con piedra picada, donde se incluye una decoración a partir de bloques prefabricados situados a ambos lados de las puertas de acceso de estructura adintelada, a las que se accede a partir de una triple escalonada. El edificio dispone de un zócalo de piedra en su parte baja; así como también, una cornisa moldurada situada en la parte superior de tres de las cuatro fachadas del mismo. La iglesia tiene un paramento obrado con ladrillo.

## Noticias históricas
En época moderna, se construyó dentro del pueblo, en el marco de una plaza, la rectoría y una capilla donde se hacían las misas dominicales y la antigua parroquia de Santa María quedaba reservada para las fiestas más señaladas. En 1971 se construyó una nueva iglesia a pie de carretera, dedicada a Santa María que sustituyó a la antigua, que estaba en un estado precario y demasiado alejada del pueblo. Cuando se hizo esta nueva iglesia parroquial de Santa María, se derribó la rectoría y la capilla anterior. A lo largo del tiempo, siempre ha tenido como sufragáneas la iglesia de San Julián de Estaràs, Santa María del Castell, Santa Lucía de Ribiola y la Virgen de Montserrat de Benviure y pertenece al obispado de Solsona desde el año 1957.